# Aristolochia wuana
Aristolochia wuana är en piprankeväxtart som beskrevs av Zhen W.Liu & Y.F.Deng. Aristolochia wuana ingår i släktet piprankor, och familjen piprankeväxter. Inga underarter finns listade i Catalogue of Life.